# Partis politiques au Maroc
Les partis politiques marocains existent dans le contexte d'une monarchie constitutionnelle, la forme de gouvernement du Maroc. Depuis les années 1933, le Royaume du Maroc commence à voir apparaître ses premières structures politiques qui prendront de plus en plus de place au sein de la monarchie absolue et par la suite au sein de la monarchie constitutionnelle, en raison de la volonté d'indépendance du Protectorat français d'une part mais aussi de la  reconnaissance de l'existence du multipartisme dans la vie politique marocaine d’une autre. 
Lors de son indépendance en 1956, le Maroc voit un système électoral placé sous le signe du multipartisme apparaître, entraînant au fil des années la naissance de plusieurs partis politiques de droite, de gauche et religieux.

## Sur un plan légal
Dans la Constitution marocaine de 2011, il est précisé, dans son article 7, que : 

« Les partis politiques œuvrent à l'encadrement et à la formation politique des citoyennes et citoyens, à la promotion de leur participation à la vie nationale et à la gestion des affaires publiques. Ils concourent à l'expression de la volonté des électeurs et participent à l'exercice du pouvoir, sur la base du pluralisme et de l'alternance par les moyens démocratiques, dans le cadre des institutions constitutionnelles.
Leur constitution et l'exercice de leurs activités sont libres, dans le respect de la Constitution et de la loi. Il ne peut y avoir de parti unique.
Les partis politiques ne peuvent être fondés sur une base religieuse, linguistique, ethnique ou régionale, ou, d'une manière générale, sur toute base discriminatoire ou contraire aux Droits de l'homme. 
Ils ne peuvent avoir pour but de porter atteinte à la religion musulmane, au régime monarchique, aux principes constitutionnels, aux fondements démocratiques ou à l'unité nationale et l'intégrité territoriale du Royaume. 
L'organisation et le fonctionnement des partis politiques doivent être conformes aux principes démocratiques. 
Une loi organique détermine, dans le cadre des principes énoncés au présent article, les règles relatives notamment à la constitution et aux activités des partis politiques, aux critères d'octroi du soutien financier de l'État, ainsi qu'aux modalités de contrôle de leur financement. »

Selon l'article premier de la loi no 36-04 de 2006, relative aux partis politiques :

« Le parti politique est une organisation permanente et à but non lucratif, dotée de la personnalité morale, instituée en vertu d'une convention entre des personnes physiques, jouissant de leurs droits civils et politiques et partageant les mêmes principes, en vue de participer, par des voies démocratiques, à la gestion des affaires publiques. »

## Histoire

### La naissance des premières structures politiques marocaines
À partir des années 1912 fut installée au Maroc un protectorat français mis en place par le traité franco-marocain de Fès conclu le 30 mars 1912 entre la troisième république française et le sultan Moulay Abd El Hafid  qui durera jusqu'au 18 novembre 1955. Durant cette période, le Maroc connaît de nombreux affrontements militaires contre le protectorat français tel que la bataille du Rif de 1921 à 1926, le soulèvement de Mouha Ou Hammou Zayani de 1932 à 1934 ou encore la révolte de Sidi Mohamed Maa Al Inin de 1932 à 1934.
C'est dans ce contexte d'affrontement que la première structure officielle voit le jour au Maroc en 1934, symbolisée par la Comité d'action marocaine qui est une organisation politique fondée par des jeunes intellectuels et dirigeants du mouvement national marocain.
Toujours la même année, c'est la naissance du Parti National de la Réforme. À Fès en 1937 sous la présidence de Allal El Fassi, un autre Parti national de la Réforme voit le jour dans cet esprit d'indépendance.
Durant cette période plusieurs autres partis sont créés comme le Parti Communiste Marocain (PCM) en 1943 qui sera interdit en 1952 qui reviendra en 1969 sous le nom du parti de la libération et socialisme (PLS) et qui sera légalisé en 1974 sous le nom de du Parti du Progrès et Socialisme (PPS).
Par la suite Allal El Fassi et Ahmed Balafrej créent le Parti National pour l'Isqtiqlal, connu sous le nom de Parti National qui sera interdit par la suite et dont les revendications portaient sur le caractère provisoire du statut de protectorat.
En 1944 c'est la création du parti de l'Istiqlal et plus tard en 1946 c'est la création du parti Démocratique et de l'Indépendance (PDI) pour contrer le Dahir berbère et présenter des revendications de réformes politiques et sociales aux autorités françaises du protectorat.

### La reconnaissance du multipartisme au Maroc
Après l'indépendance du Maroc le 18 novembre 1955, trois premier gouvernements virent le jour et furent successivement présidés par MBarek BekkaÏ et par certains des leaders politiques émanant du parti de l'Istiqlal.
Le pouvoir central promulgue un nouveau Dahir concernant les libertés publiques qui vient interdire le Parti unique.
Plusieurs mouvements de contestation commençaient à émerger concernant les fondements constitutionnels ou encore la façon de gérer le pays ce qui entraînera la naissance d'un parti politique nommé l'union nationale des forces populaires (UNFP) en octobre 1959 avec de grandes figures politiques et signataires du traité d'indépendance tel Mehdi Ben Barka, Abderrahman Youssoufi, Abellah Ibrahim, Abederrahim Bouabid et bien d'autres.
De 1956 à 1999, pas moins de douze partis verront le jour notamment en 1958 avec le Mouvement Populaire (MP) un parti politique de droite d'idéologie berbériste par Mahjoubi Aherdane.
Durant cette période le Maroc connaît une bataille acharnée entre le pouvoir central et l'UNFP qui se soldera par la victoire en 1959 de Abdallah Ibrahim qui était secrétaire général du parti de l'UNFP et qui aboutira à la formation du quatrième gouvernement qui ne durera que sept mois puisque le Maroc passera à un gouvernement royal.

### Les premières crises politiques après l'indépendance
Le Maroc connaît une crise politique après l'exil de plusieurs leaders politiques appartenant à l'UNFP et c'est dans ce contexte que plusieurs exilés vont former quelques partis politiques illégaux dont celui Ila Al Amame.
En parallèle malgré cette crise, en 1963 le parti Démocratique de l'indépendance et de la Choura (FDIC) est créé mais aussi le Mouvement Populaire Démocratique et Constitutionnel (MPDC) en 1965 qui deviendra plus tard Parti de la Justice et du Développement (PJD). En 1967 c'est aussi la création du parti de la justice et du développement (PJD) par Abdelkrim el Khatib.
Cette crise politique pousse a l'instauration d'un état d’exception conformément à l'article 35 de la Constitution marocaine qui durera jusqu'à 1970 date a laquelle une nouvelle Constitution est élaborée donnant plus de pouvoir à l'exécutif au détriment du législatif et judiciaire.
C'est dans ce contexte que l'UNFP et le parti de l'Istiqlal s'unissent en formant une coalition contre cette révision constitutionnelle.
Cette union se soldera par la victoire du parti de l'Istiqlal face à l'UNFP aux élections et qui entraînera le départ de quelques leaders politiques socialistes modérés tels qu'Abderahim Bouaabid, El Youssfi, Abdelwahed Radi, Mohammed El Yazghi et Fathallah Oulaalou ,de l’UNFP pour former le parti politique de l’union socialiste des forces populaires (l'USFP) en 1975.
Durant cette crise, c'est aussi l'apparition de plusieurs mouvements illégaux pour certains fondés sur l'idéologie islamiste tels la Chabiba Islamia dirigée par Abdelkarim Mouti ou encore par la suite comme le Tawhid ou la Fadila. Quant aux islamistes modérés ils ont pu rejoindre un parti politique reconnu qui est le parti de la justice et développement (PJD). Cependant les partis islamistes marocains ne trouvent pas leur place ni leur légitimité car le roi est considéré comme amir al moumine c'est-à-dire le commandeur des croyants. Comme l'explique Bruno Étienne, les islamistes marocains se retrouvent « très gênés dans leur action puisqu'ils se heurtent au commandeur des croyants qui occupe déjà le terrain de l’islam».
La marche verte aura un impact important dans la vie politique marocaine et entraînera la création en 1974 du Parti de l'Action (PA) et quelques plus tard en 1977 c'est la création du Rassemblement National des Indépendants (RNI) créé par Ahmed Osman puis en 1979 c'est l’apparition du Parti National Démocrate (PND) mais aussi de l'Union Constitutionnelle (UC) par Maati Bouabid qui est un mouvement de droite en 1983 et en 1984 du Parti de Centre Social (PCS).
Quelques années plus tard c'est la création du Parti National-Démocrate par Mohamed Arsalane el-Jadidi.
Dans les années 1990 c'est la création du parti de l'Avant Garde Démocratique et Social (PADS) en même temps que le Mouvement National Populaire (MNP), le Mouvement Démocrate et Social (MDS), le Parti Socialiste Démocratique (PSD) en 1996 et enfin le Parti du Front des Forces Démocratiques (FFD) en 1997.

### Les partis politiques des années 2000
Dans les années 2000 quatre nouveaux partis virent le jour dont l'Union Démocratique (UD), le Parti des Forces Citoyennes (PFC), le Congrès National Ittihadi (CNI) et le Parti de la Réforme et du Développement (PRD).
En parallèle la montée de l'islamisme radical à l'international donne naissance au mouvement islamiste non reconnu Al Adl Walihsan par le Cheik Abdessalam Yassine.
Six autres partis voient le jour dans les années 2002 à savoir le parti de l'Alliance des Libertés (ADL), Initiatives Citoyennes pour le Développement (ICD), le Parti du Renouveau et de l’Équité (PRE), le Parti Al Ahd, le Parti de l'Environnement et du Développement (PED), le Parti Marocain Libéral (PML).
En 2002 toujours une fusion entre l'organisation de l'action démocratique et populaire (OADP), le mouvement des démocrates (MDI) et le mouvement pour la démocratie (MPD) donnent naissance au parti de la gauche socialiste unifiée (PGSU).
En 2007 c'est la création de la fédération de la gauche démocratique (FGD) qui est une alliance de plusieurs partis politiques marocains dont le parti socialiste unifié, le parti de l'avant garde démocratique et socialiste, le congrès national Ittihadi et le mouvement clarté ambition courage.
Dans les années 2005, la mouvance populaire s'est réunifiée sous un seul parti politique : celui de l'alliance populaire. En 2008 Fouad Ali El Himmma fonde le parti  Authenticité et Modernité (PAM).

## Liste des partis politiques
Ci-après les partis politiques marocains, autorisés ou interdits, existant actuellement ou ayant existé dans l'histoire du Maroc.

### Actuels

#### Partis majeurs représentés auParlement
8 partis politiques majeurs dominent la scène politique,,.
|  | Parti politique                         | Sigle | Nom local                        | Positionnement | Idéologie               | Symbole  | Date de création | Secrétaire général         | Notes |
|  | --------------------------------------- | ----- | -------------------------------- | -------------- | ----------------------- | -------- | ---------------- | -------------------------- | --- |
|  | Parti de l'Istiqlal                     | PI    | حزب الاستقلال                    | Centre-droit   | Royalisme Nationalisme  | Balance  | 1943             | Nizar Baraka               | Parti conservateur, symbole du mouvement national marocain de la première moitié du xxe siècle.                                                     |
|  | Mouvement populaire                     | MP    | الحركة الشعبية                   | Droite         | Amazighisme Ruralisme   | Épi      | 1957             | Mohammed Ouzzine           | Parti créé par le caïd berbère Mahjoubi Aherdane avec l'aide du docteur Abdelkrim El Khatib.                                                        |
|  | Parti du progrès et du socialisme       | PPS   | حزب التقدم و الاشتراكية          | Gauche         | Progressisme Socialisme | Livre    | 1974             | Mohamed Nabil Benabdallah  | Créé par Ali Yata sous les cendres du Parti communiste marocain interdit à deux reprises pendant les années 1950.                                   |
|  | Union socialiste des forces populaires  | USFP  | الاتحاد الاشتراكي للقوات الشعبية | Gauche         | Socialisme              | Rose     | 1975             | Driss Lachgar              | Parti de la rose socialiste, né d'une scission avec l'UNFP.                                                                                         |
|  | Rassemblement national des indépendants | RNI   | حزب التجمع الوطني للأحرار        | Centre-droit   | Libéralisme             | Colombe  | 1978             | Aziz Akhannouch            | Parti libéral créé par Ahmed Osman, juste après les élections législatives de 1977.                                                                 |
|  | Union constitutionnelle                 | UC    | الاتحاد الدستوي                  | Centre         | Libéralisme             | Cheval   | 1983             | Mohamed Joudar             | Parti créé par Mohamed Maâti Bouabid en 1983, Premier ministre du gouvernement sortant de l'époque.                                                 |
|  | Parti de la justice et du développement | PJD   | حزب العدالة و التنمية            | Droite         | Islamisme Conservatisme | Lampe    | 1998             | Abdelilah Benkirane        | Parti islamiste créé par le docteur Abdelkrim El Khatib.                                                                                            |
|  | Parti authenticité et modernité         | PAM   | حزب الأصالة و المعاصرة           | Centre-Gauche  | Réformisme Monarchisme  | Tracteur | 2008             | Fatima Ezzahra El Mansouri | Parti créé par le conseiller Fouad Ali El Himma, juste après les élections législatives de 2007, par la fusion de cinq partis politiques marocains. |

### Partis mineurs non représentés auParlement
Ci-dessous les partis politiques, non représentés au Parlement, et n'ayant aucune influence majeure sur le paysage politique du pays. 

#### Nationalisme
|  | Parti politique                      | Sigle | Nom local              | Date de création | Secrétaire général | Notes |
|  | ------------------------------------ | ----- | ---------------------- | ---------------- | ------------------ | --- |
|  | Parti démocratique de l'indépendance | PDI   | حزب الشورى و الاستقلال | 1946             | Ahmed Belghazi     | Créé en 1946, ce parti a succédé à Al-Haraqua al-Quawmiya, mais est quasi absent de la scène politique d'aujourd'hui. |

#### Islamisme
|  | Parti politique                        | Sigle | Nom local            | Date de création | Secrétaire général |
|  | -------------------------------------- | ----- | -------------------- | ---------------- | ------------------ |
|  | Parti de la renaissance et de la vertu | PRV   | حزب النهضة و الفضيلة | 2005             | Mohamed Khalidi    |

#### Gauche socialiste
|  | Parti politique                                   | Sigle | Nom local                        | Date de création | Secrétaire général | Notes |
|  | ------------------------------------------------- | ----- | -------------------------------- | ---------------- | ------------------ | --- |
|  | Parti de l'action                                 | PA    | حزب العمل                        | 1974             | Mohammed Drissi    | parti créé par Abdellah Senhaji, il est peu présent sur la scène politique                                                                 |
|  | Parti du centre social                            | PCS   | حزب الوسط الاجتماعي              | 1982             | Lahcen Madih       | il a repris ses activités en 1999, peu présent dans la scène politique                                                                     |
|  | Parti de l'avant-garde démocratique et socialiste | PADS  | حزب الطليعة الديمقراطي الاشتراكي | 1983             | Ali Boutouala      | né d'une scission avec l'USFP en 1983, le parti participe aux élections depuis 2007, dans le cadre de l'Alliance de la gauche démocratique |
|  | Congrès national Ittihadi                         | CNI   | المؤتمر الوطني الاتحادي          | 2001             | Abdessalam Laâziz  | né d'une scission avec l'Union socialiste des forces populaires.                                                                           |
|  | Parti socialiste unifié                           | PSU   | الحزب الإشتراكي الموحد           | 2005             | Jamal El Asri      | Parti politique créé par la fusion de quatre groupuscules autour de l'Organisation de l'action démocratique populaire (OADP).              |
|  | Parti de la société démocratique                  | PSD   | حزب المجتمع الديموقراطي          | 2007             | Zhour Chekkafi     | |

#### Extrême gauche
|  | Parti politique                            | Sigle | Nom local             | Tendance politique | Date de création | Secrétaire général | Notes |
|  | ------------------------------------------ | ----- | --------------------- | ------------------ | ---------------- | ------------------ | --- |
|  | Parti de la Voie démocratique travailliste | PVDT  | حزب النهج الديموقراطي | Marxisme-Léninisme | 2005             | Jamal Braja        | Parti d'extrême gauche, constitué en 1995. Il se proclame comme la continuation du Mouvement marxiste-léniniste marocain " MMLM " et notamment de sa principale composante, l'organisation ,militant illégalement, « En avant », qui militait clandestinement. |

#### Libéralisme
|  | Parti politique                         | Sigle | Nom local                   | Date de création | Secrétaire général      | Notes |
|  | --------------------------------------- | ----- | --------------------------- | ---------------- | ----------------------- | --- |
|  | Forces citoyennes                       | FC    | القوات المواطنة             | 2001             | Abderrahim Lahjouji     | parti créé par Abderrahim Lahjouji, ancien patron de la Confédération générale des entreprises du Maroc. |
|  | Parti de la réforme et du développement | PRD   | حزب الاصلاح و التنمية       | 2001             | Abderrahmane El Cohen   | né d'une scission avec le Rassemblement national des indépendants. |
|  | Parti marocain libéral                  | PML   | الحزب المغربي الليبرالي     | 2002             | Mohammed Ziane          | né d'une scission avec l'Union constitutionnelle. |
|  | Parti du renouveau et de l'équité       | PRE   | حزب التجديد والانصاف        | 2002             | Chakir Achehbar         | En juin 2011, lors de son 2e congrès ordinaire, les militants ont voté à l'unanimité le changement du nom du parti en « Parti du peuple ». Cette décision sera vite abandonnée à la suite de la saisine du Tribunal administratif de Rabat par le ministère de l'Intérieur pour non-respect de la loi 36-04 relative aux partis politiques. |
|  | Parti de la renaissance                 | PR    | حزب النهضة                  | 2003             | Chakib Benssouda        | |
|  | Union marocaine pour la démocratie      | UMD   | الاتحاد المغربي للديمقراطية | 2006             | Jamal Mandri            | Parti politique créé par Abdellah Azmani d'une scission de l'Union constitutionnelle. |
|  | Parti Al Ahd Addimocrati                | PAD   | العهد الديمقراطي            | 2009             | Abdelmounaim El Fattahi | |
|  | Parti des Néo-Démocrates                | PND   | حزب الديموقراطيون الجدد     | 2014             | Mohamed Darif           | Premier parti crée après la constitution du 1er juillet 2011 |

#### Écologie
|  | Parti politique                                      | Sigle | Nom local                      | Date de création | Secrétaire général | Notes |
|  | ---------------------------------------------------- | ----- | ------------------------------ | ---------------- | ------------------ | ----- |
|  | Parti de l'environnement et du développement durable | PEDD  | حزب البيئة و التنمية المستدامة | 2009             | Kamal Htirane      |       |
|  | Parti de la gauche verte                             | PGV   | حزب اليسار الأخضر              | 2010             | Mohamed Fares      |       |

### Partis dissous, disparus, fusionnés, renommés ou non reconnus
|  | Parti politique                                           | Sigle | Nom local                            | Tendance politique | Période   | Statut      | Notes |
|  | --------------------------------------------------------- | ----- | ------------------------------------ | ------------------ | --------- | ----------- | --- |
|  | Parti communiste marocain                                 | PCM   | الحزب الشيوعي المغربي                | Communiste         | 1943-1959 | Dissous     | Créé en 1943, interdit en 1952 (sous le protectorat français au Maroc), puis après l'indépendance en 1959. Le parti du progrès et du socialisme est son héritier |
|  | Union nationale des forces populaires                     | UNFP  | الاتحاد الوطني للقوات الشعبية        | Socialisme         | 1959-1974 | Disparu     | Né d'une scission avec l'Istiqlal, il donna naissance après à l'USFP. Il a boycotté toutes les élections depuis 1972 . |
|  | Front pour la défense des institutions constitutionnelles | FDIC  | جبهة الدفاع عن المؤسسات الدستورية    |                    | 1963-1970 | Disparu     | Parti créé par Ahmed Reda Guedira, ami intime du roi Hassan II, afin de contrer l'hégémonie du Parti de l'Istiqlal |
|  | Mouvement populaire démocratique et constitutionnel       | MPCD  | الحركة الشعبية الدستورية الديمقراطية |                    | 1967-1998 | Renommé     | Renommé en Parti de la justice et du développement à la suite de l'arrivée d'Abdel-Ilah Benkiran et son Mouvement de l'unicité et de la réforme (MUR) au parti |
|  | Parti démocrate national                                  |       | الحزب الوطني الديمقراطي              |                    | 1982-2008 | Fusionné    | Fusionné avec 4 autres partis politiques pour créer en 2008 le Parti authenticité et modernité |
|  | Organisation de l'action démocratique populaire           | OADP  | منظمة العمل الديمقراطي الشعبي        |                    | 1983-2005 | Fusionné    | L'organisation a fusionné avec d'autres mouvements pour créer le Parti socialiste unifié (Maroc) en 2005 |
|  | Mouvement national populaire                              | MNP   | الحركة الوطنية الشعبية               |                    | 1991-2006 | Fusionné    | Il a fusionné avec le Mouvement populaire en 2006 |
|  | Parti national des verts pour le développement            | PVD   | حزب الخضر للتنمية                    | Écologisme         | 1992      | Non reconnu | Parti créé par Fatima Alaoui |
|  | Parti socialiste démocratique                             | PSD   | حزب الاشتراكي الديمقراطي             |                    | 1996-2007 | Fusionné    | Il a fusionné avec l'Union socialiste des forces populaires en 2007 |
|  | Union démocratique                                        | UD    | الاتحاد الديمقراطي                   |                    | 2001-2006 | Fusionné    | Il a fusionné avec le Mouvement populaire en 2006 |
|  | Parti al-Badil al-Hadari                                  | PBH   | حزب البديل الحضري                    |                    | 2002-2008 | Dissous     | Voir Affaire Belliraj |
|  | Parti de l'environnement et du développement              | PED   | حزب البيئة و التنمية                 |                    | 2002-2008 | Fusionné    | Fusionné avec 4 autres partis politiques pour créer en 2008 le Parti authenticité et modernité |
|  | Initiative citoyenne pour le développement                | PICD  | حزب مبادرة المواطنة و التنمية        |                    | 2002-2008 | Fusionné    | Fusionné avec 4 autres partis politiques pour créer en 2008 le Parti authenticité et modernité |
|  | Parti Al Ahd                                              | AHD   | حزب العهد                            |                    | 2002-2008 | Fusionné    | Fusionné avec 4 autres partis politiques pour créer en 2008 le Parti authenticité et modernité |
|  | Alliance des libertés                                     | ADL   | رابطة الحريات                        |                    | 2002-2008 | Fusionné    | Fusionné avec 4 autres partis politiques pour créer en 2008 le Parti authenticité et modernité |
|  | Parti al-Oumma                                            |       | حزب الأمة                            |                    | 2004      | Non reconnu | Voir Affaire Belliraj, accusé par les autorités de sympathie avec le régime iranien |
|  | Parti démocratique amazigh marocain                       | PDA   | الحزب الديمقراطي الأمازيغي المغربي   |                    | 2005-2008 | Non reconnu | Jugé pour non-conformité à la loi no 36-04 relative aux partis politiques, qui interdit, dans son article 4, la fondation des partis sur une base linguistique, ethnique ou régionale,. |
|  | Parti travailliste                                        | PT    | الحزب العمالي                        | socialisme         | 2005-2013 | Fusionné    | Né d'une scission de l'Union socialiste des forces populaires. Il a fusionné avec le même parti en 2013 |
|  | Parti socialiste                                          | PS    | الحزب الاشتراكي                      | socialisme         | 2006-2013 | Fusionné    | Né d'une scission du Congrès national Ittihadi. Il a fusionné avec l'Union socialiste des forces populaires en 2013 |
|  | Parti démocrate national                                  | PDN   | الحزب الديمقراطي الوطني              | libéralisme        | 2009      | Imprécis    | Parti créé par Abdellah el-Kadiri |
|  | Parti pirate marocain                                     | PPM   | حزب القراصنة المغربي                 |                    | 2011      | Non reconnu | Créé en 2011, il s'agit d'un groupe d'une dizaine de jeunes déjà impliqués dans d'autres activités associatives et professionnelles. Il est l'une des premières extensions du mouvement du Parti pirate sur le continent africain après le Parti pirate tunisien. Il est membre du Parti pirate international. |

## Coalitions politiques
L'histoire politique du Maroc moderne a connu la naissance de plusieurs coalitions politiques. La Koutla, fondée dans les années 1970 par le parti de l'Istiqlal, l'USFP et le PPS, en est la plus importante. Une deuxième coalition (Wifaq) naîtra à la veille des législatives de 1993 autour de trois partis de courant libéral, le Rassemblement national des indépendants, le Mouvement populaire et l'Union constitutionnelle.
Une nouvelle coalition verra le jour en 2011, appelée Alliance pour la démocratie, à la veille des élections législatives de novembre 2011. Elle est formée par huit partis politiques autour du Parti authenticité et modernité, cette coalition sera rapidement dispersée à la suite de sa défaite lors des législatives de 2011 remportées par le parti islamiste PJD.